# 前729年
| 千纪： | 前1千纪 |
| 世纪： | 前9世纪 \| 前8世纪 \| 前7世纪 |
| 年代： | 前750年代 \| 前740年代 \| 前730年代 \| 前720年代 \| 前710年代 \| 前700年代 \| 前690年代 |
| 年份： | 前734年 \| 前733年 \| 前732年 \| 前731年 \| 前730年 \| 前729年 \| 前728年 \| 前727年 \| 前726年 \| 前725年 \| 前724年 |
| 纪年： | 壬子年（鼠年）；周平王四十二年；魯惠公四十年；齊僖公二年；晉孝侯十年；曲沃莊伯二年；秦文公三十七年；楚武王十二年；宋宣公十九年；衛桓公六年；陳桓公十六年；蔡宣公二十一年；曹桓公二十八年；鄭莊公十五年；燕鄭侯三十六年；杞武公二十二年 |

## 大事记
- 亞述國王提格拉特帕拉沙爾三世的軍隊占領巴比倫，巴比倫滅亡。
- 燕鄭侯子燕繆侯嗣位。
- 宋宣公弟宋穆公嗣位。
- 赤狄攻晉都翼城（山西翼城）。[1]

## 逝世
- 燕鄭侯，燕國國君。[2]
- 宋宣公，宋國領主。[3]